# 여행은 프리지어
〈여행은 프리지어〉(일본어: 旅立ちはフリージア 타비다치와프리지아[*])는 일본의 가수 마츠다 세이코의 26번째 싱글로, 1988년 9월 7일 레코드와 CD 포맷으로 발매되었다.(7" Vinyl: 07SH-3106, 8cm CD: 10EH-3106) 그때까지 발매했던 싱글의 A사이드 곡 중에서 처음으로 마츠다 세이코 본인이 작사하였으며, 작곡은 고다이고의 메인 보컬인 타케카와 유키히데(タケカワユキヒデ)가 맡았다. B사이드 곡은 〈Angel Tears〉이며, 작사는 요시모토 유미(吉元由美), 작곡은 여성 싱어송라이터인 안리가 하였다. 두 곡 모두 편곡은 이노우에 아키라(井上鑑)가 담당했다.
당시 후지 TV의 개국 30주년을 기념하여 "오리엔트 익스프레스 '88"이라는 이벤트가 열렸는데, 〈여행은 프리지어〉는 이 이벤트의 이미지 송으로 사용되었다.
마츠다 세이코 싱글 중에서 레코드 포맷으로 발매된 마지막 작품이다. 이 다음 싱글부터는 8cm CD 규격에 따른다.
1988년 9월 19일 자 오리콘 싱글 차트에서 1위를 단 한 번 기록했는데, 이 다음에 발표한 〈Precious Heart〉가 오리콘 싱글 차트에서 2위를 기록하며 연속 기록이 깨지게 된다. 마츠다는 세 번째 싱글 〈바람은 가을빛/Eighteen〉부터 26번째인 이 작품까지 도합 24싱글 연속으로 차트 1위를 기록했는데, 약 11년 10개월이 흐른 뒤인 2000년 7월 무렵 B'z에게 경신될 때까지 지속되었던 대기록이다.

## 수록곡
| #            | 제목                                         | 작사          | 작곡              | 편곡            | 재생 시간 |
| ------------ | -------------------------------------------- | ------------- | ----------------- | --------------- | --------- |
| 1.           | 〈〈여행은 프리지어〉〉 (旅立ちはフリージア) | Seiko         | 타케카와 유키히데 | 이노우에 아키라 | 4:51      |
| 2.           | 〈〈Angel Tears〉〉                          | 요시모토 유미 | 안리              | 이노우에 아키라 | 5:12      |
| 총 재생 시간 | 총 재생 시간                                 | 총 재생 시간  | 총 재생 시간      | 총 재생 시간    | 10:03     |